# Secolul al XXV-lea î.Hr.
(Secolul al XXVI-lea î.Hr. -Secolul al XXV-lea î.Hr. -Secolul al XXIV-lea î.Hr. - Secolul al XXIII-lea î.Hr. - Secolul al XXII-lea î.Hr. - Secolul al XXI-lea î.Hr. - Secolul al XX-lea î.Hr. - Secolul al XIX-lea î.Hr. - alte secole)

Secolul  al XXV-lea î.Hr.  a debutat in anul 2500 î.Hr. si s-a incheiat in anul 2401 î.Hr.

## Evenimente

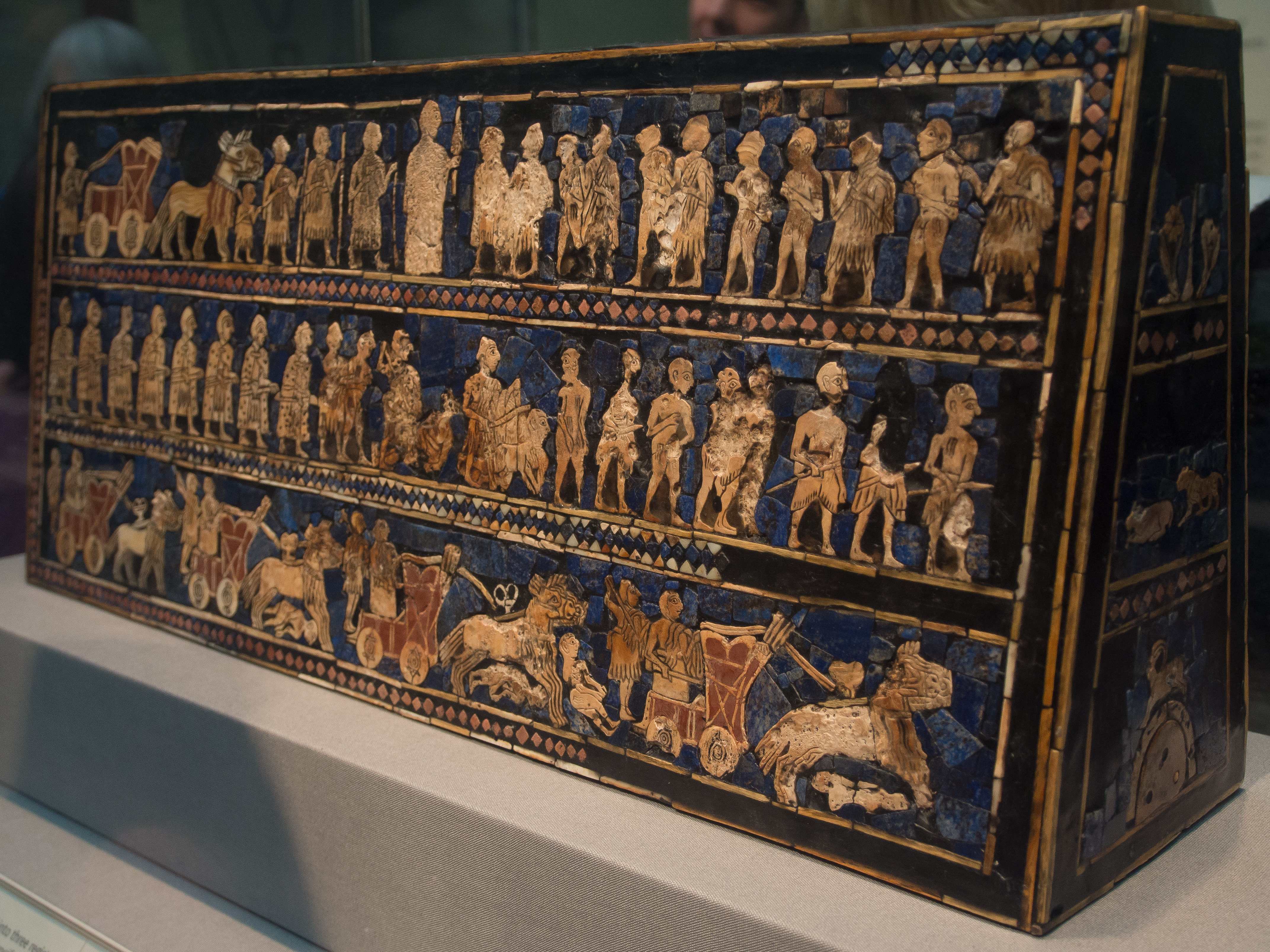
Stindardul Urului reprezentand clasele sociale
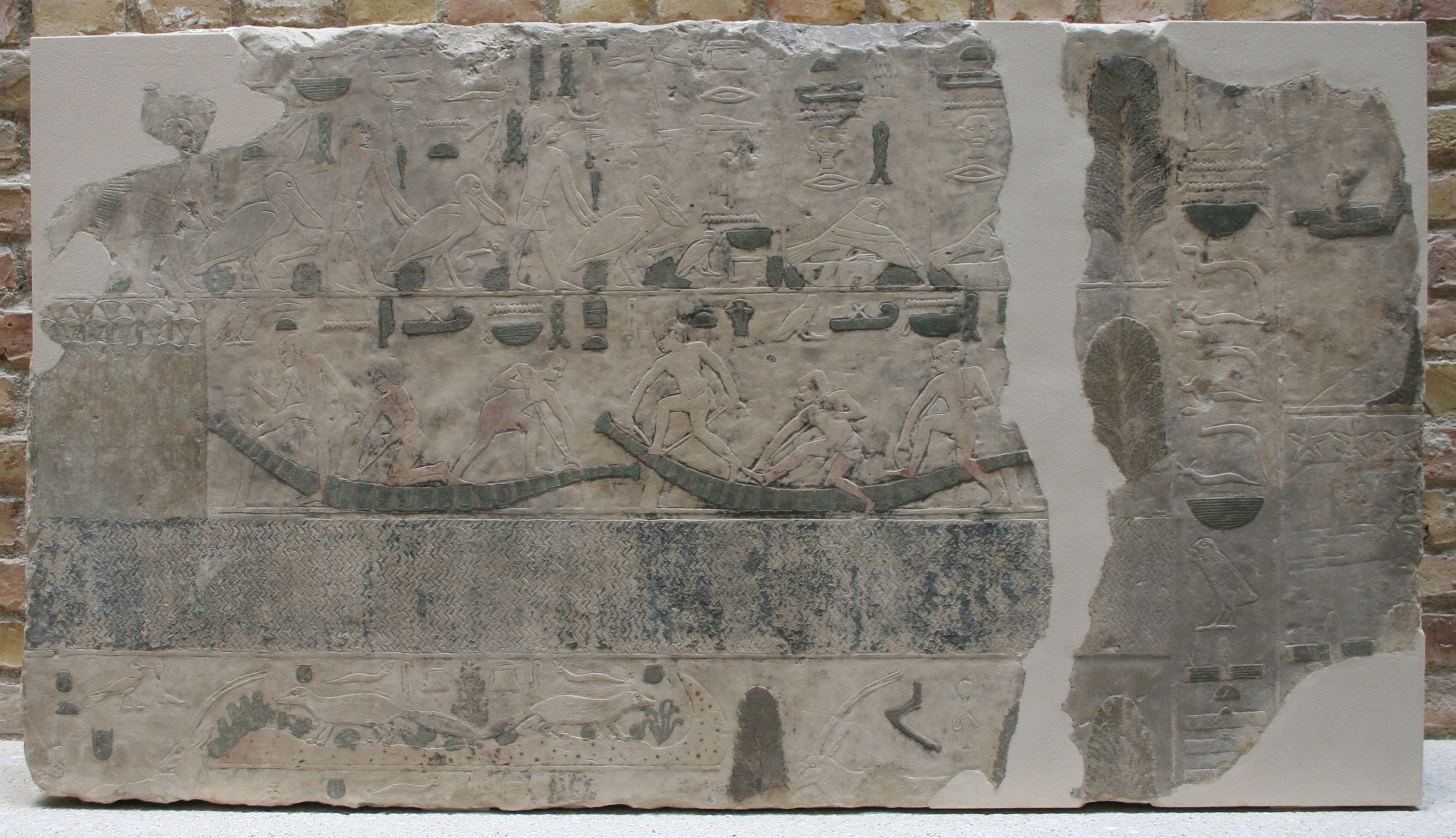
Fragment de relief de la templul Soarelui (Nyuserre) cu scene de navigatie in Egiptul Antic
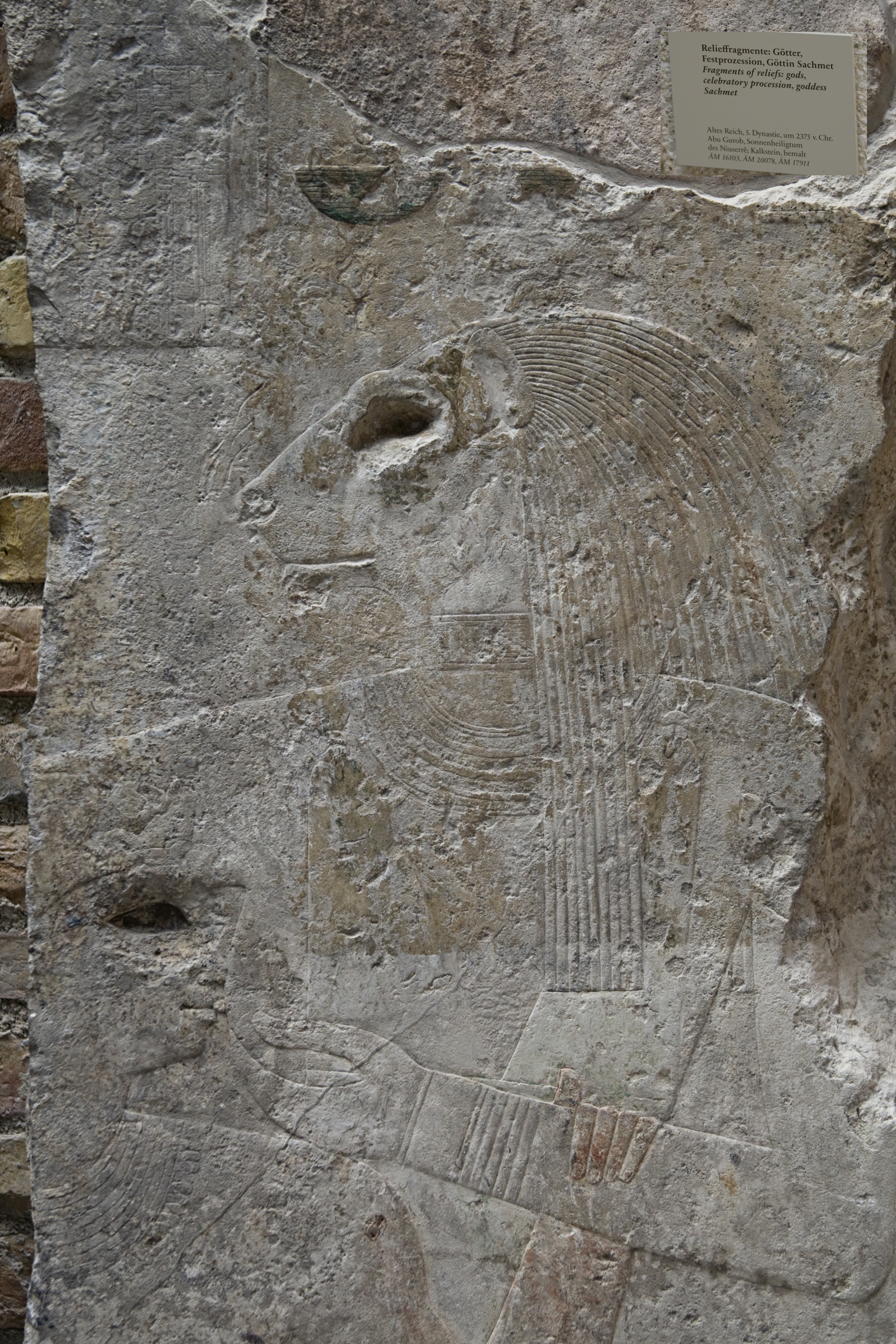
Relief cu zeita egipteana Sekhmet alaptand
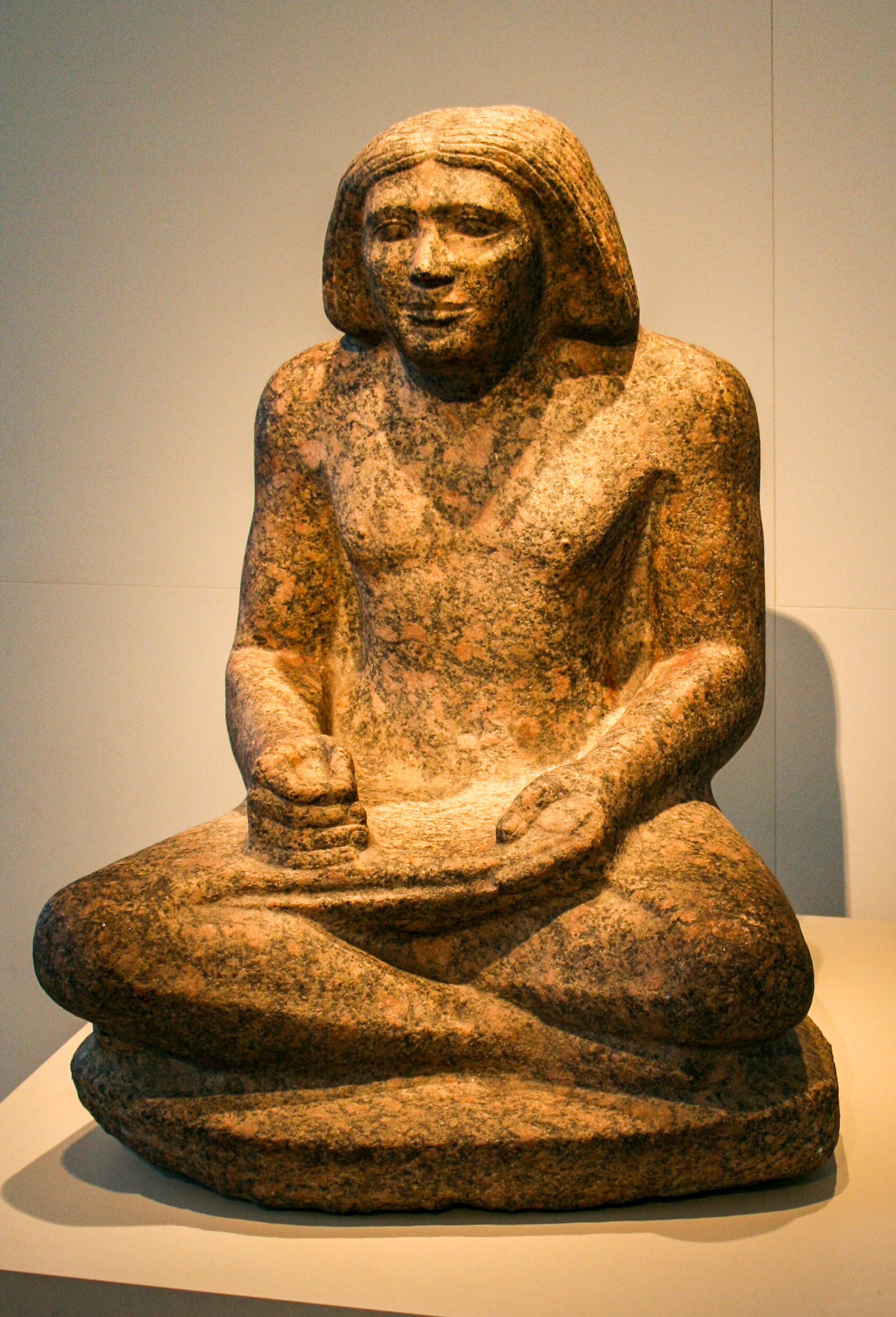
Statuia unui scrib din dinastia a V-a
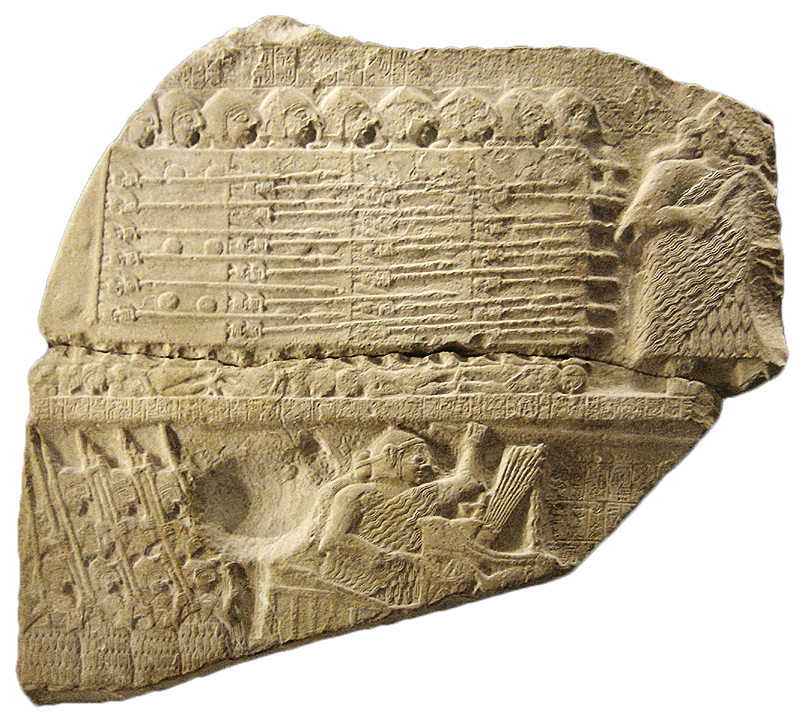
Un fragment de stela cu victoria regelui Eannatum din Lagash asupra Ummei
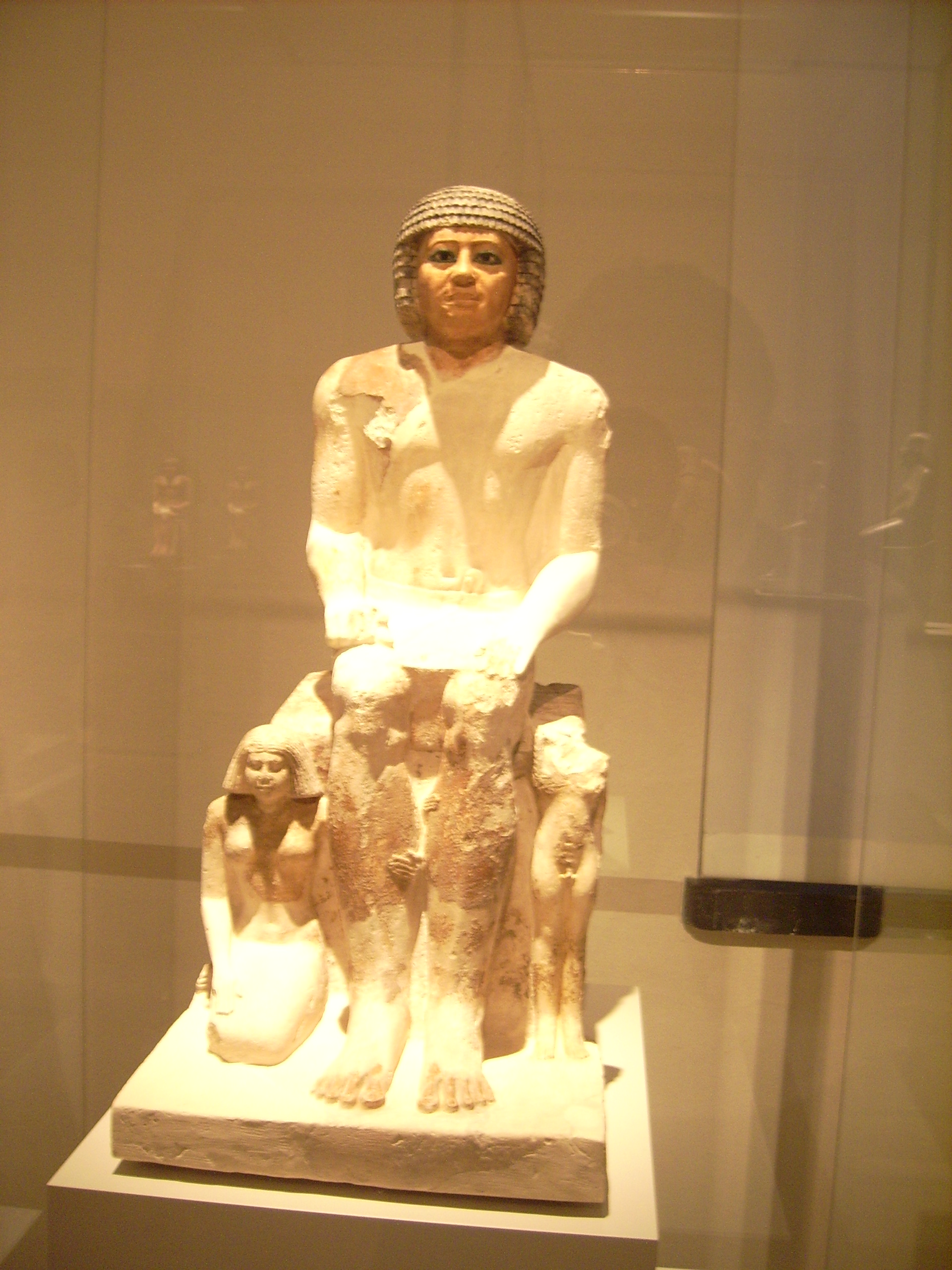
Statuia unui demnitar egiptean
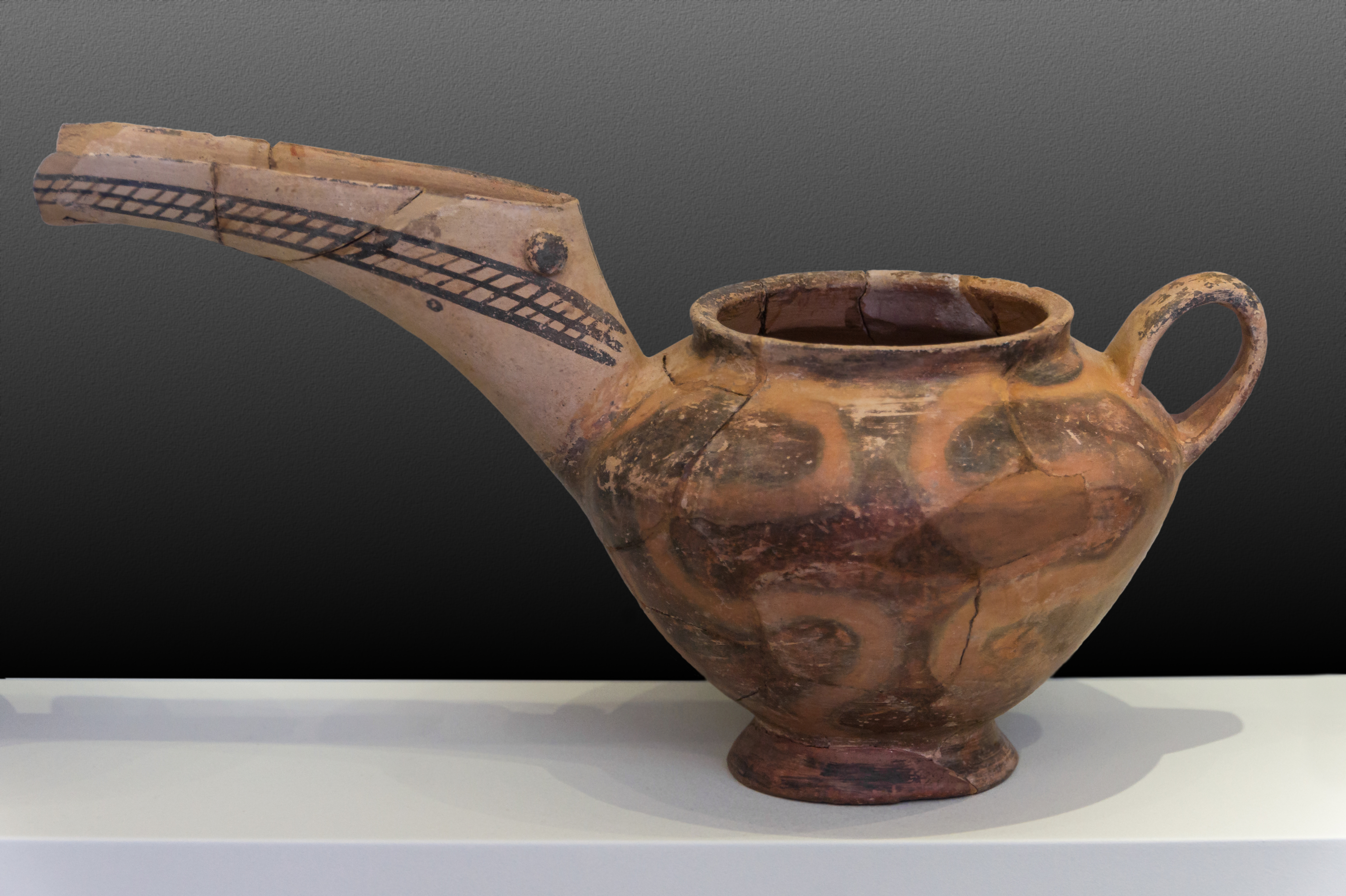
Vas din Heraklion
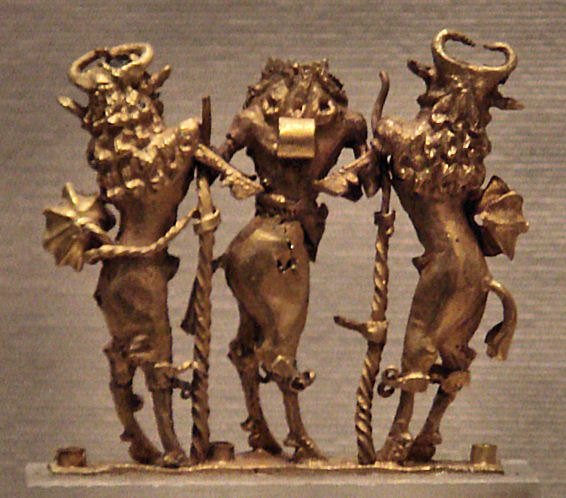
Figurina sumeriana a unui om ce stapaneste taurii
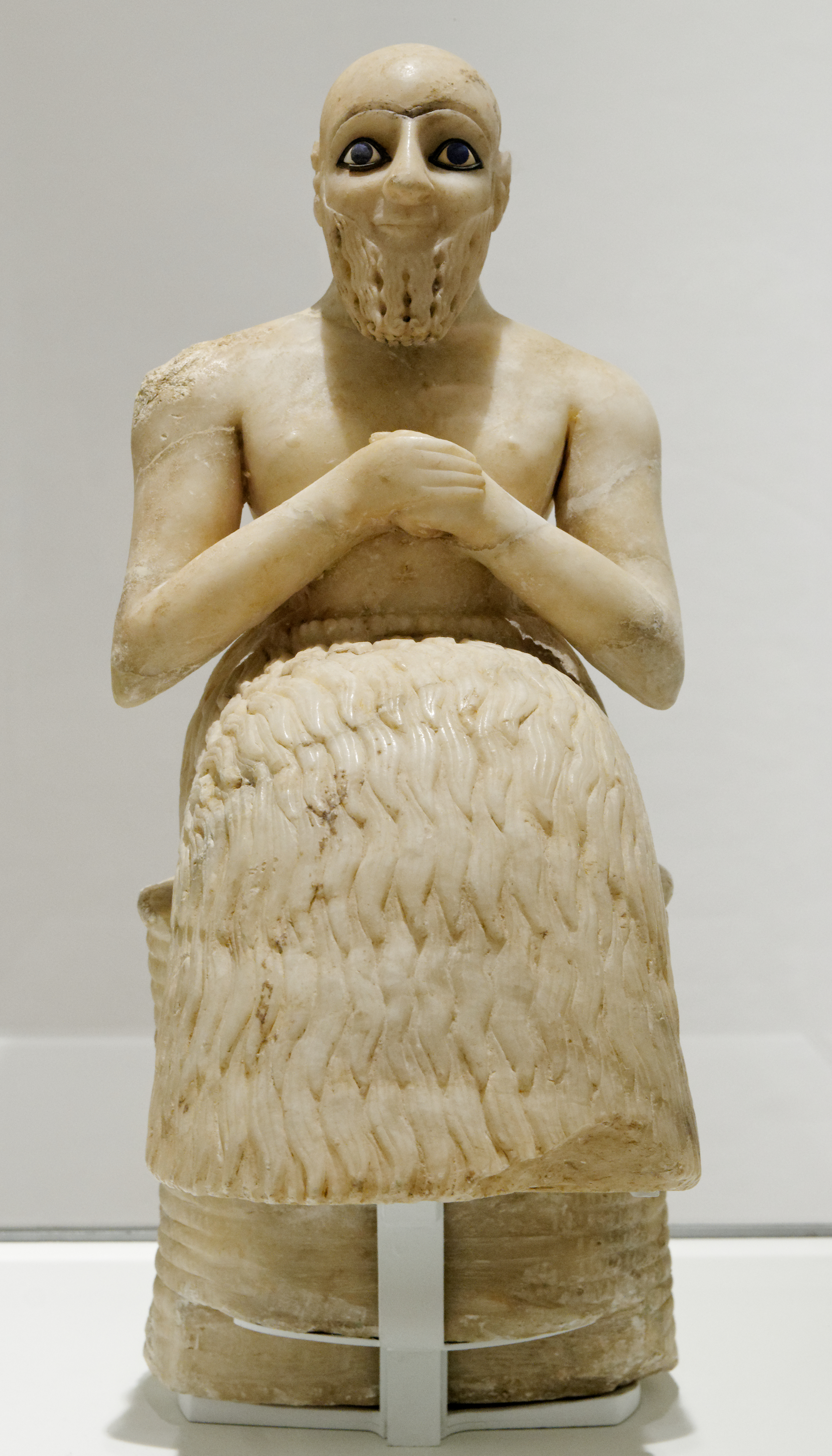
Statuia lui Ebih-Il
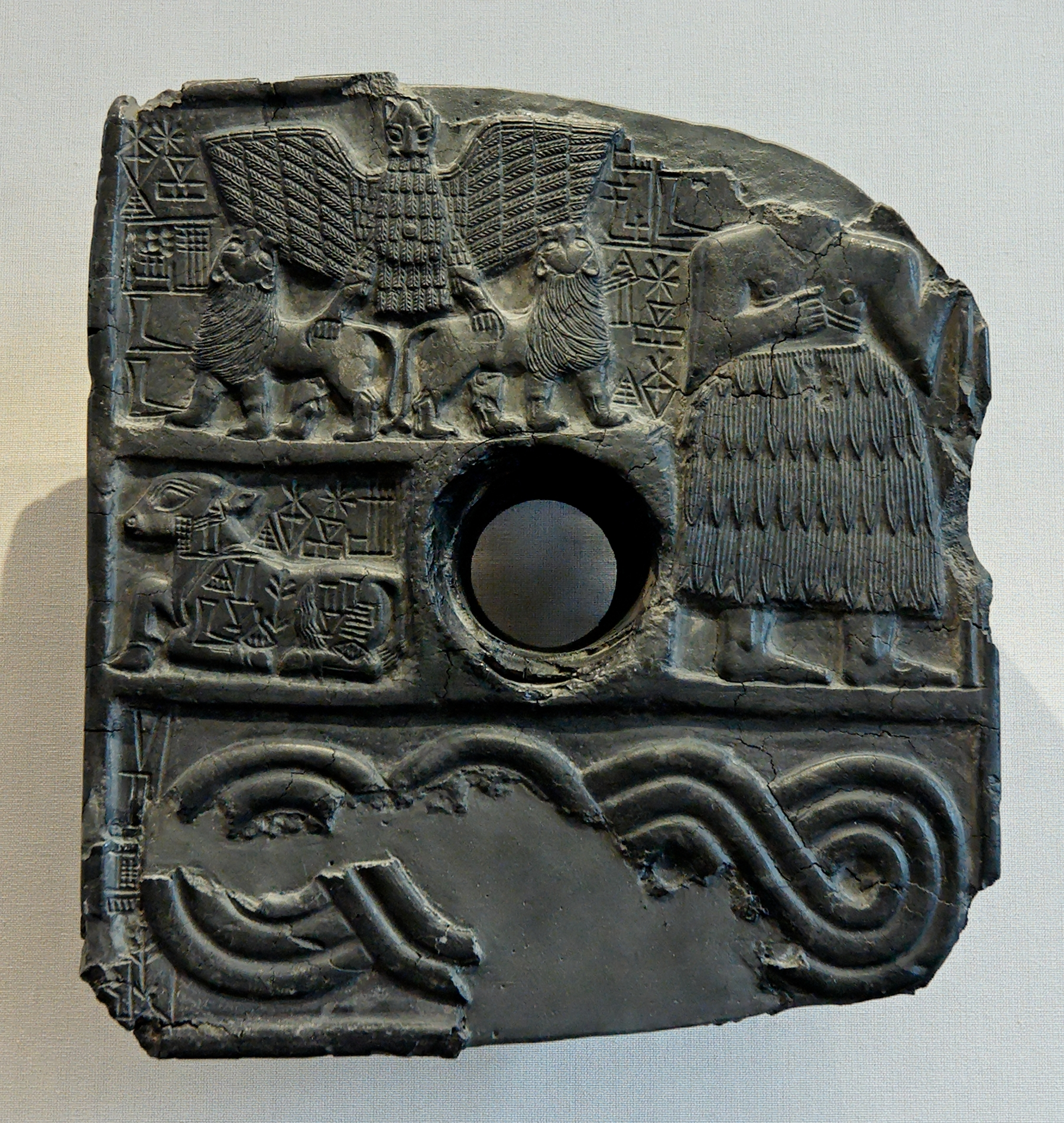
Relief votiv al lui Dudu, preot din  Ningirsu, in zilele regelui  Entemena de Lagash.
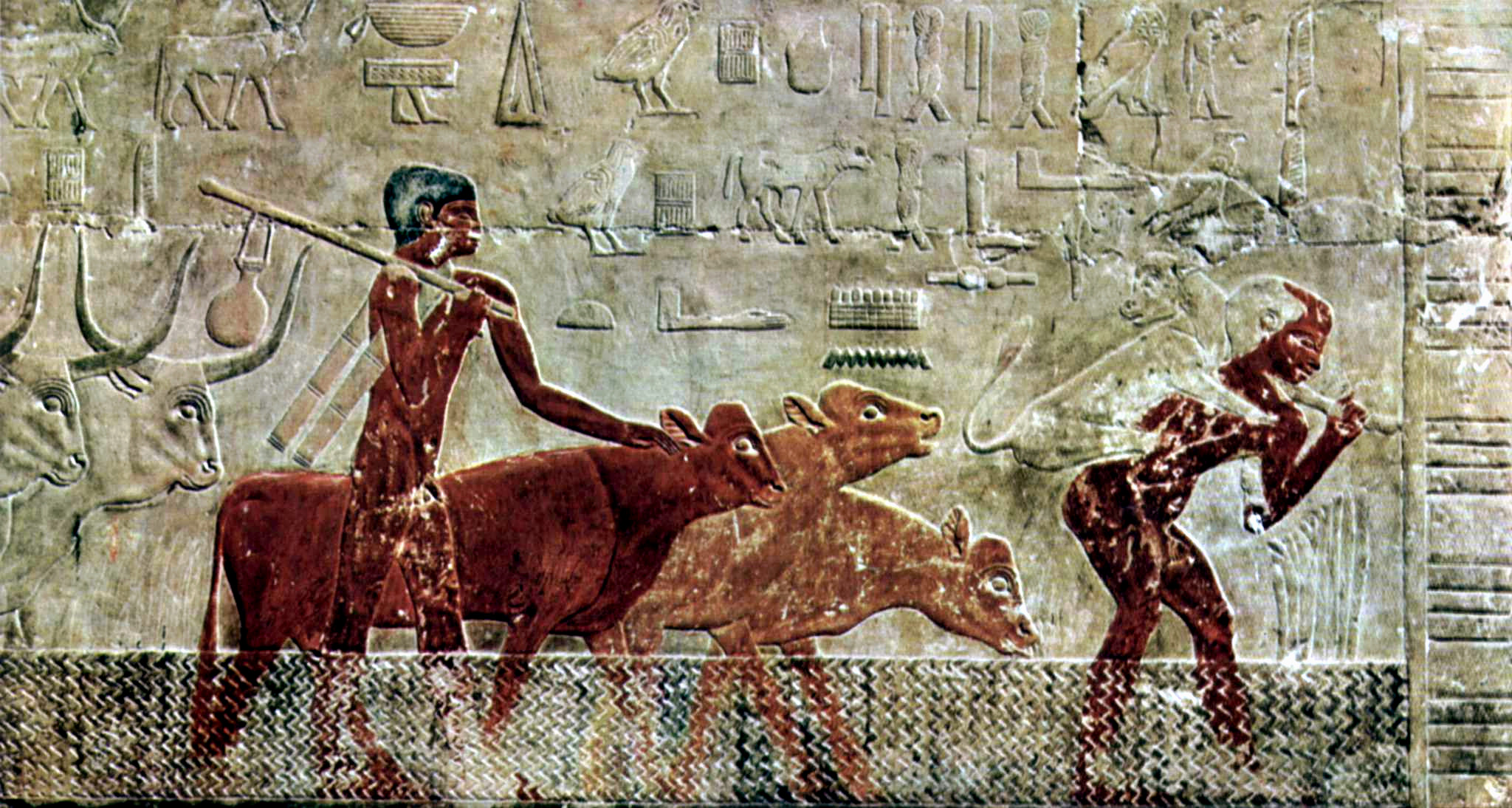
Scene de pascut (Egipt)
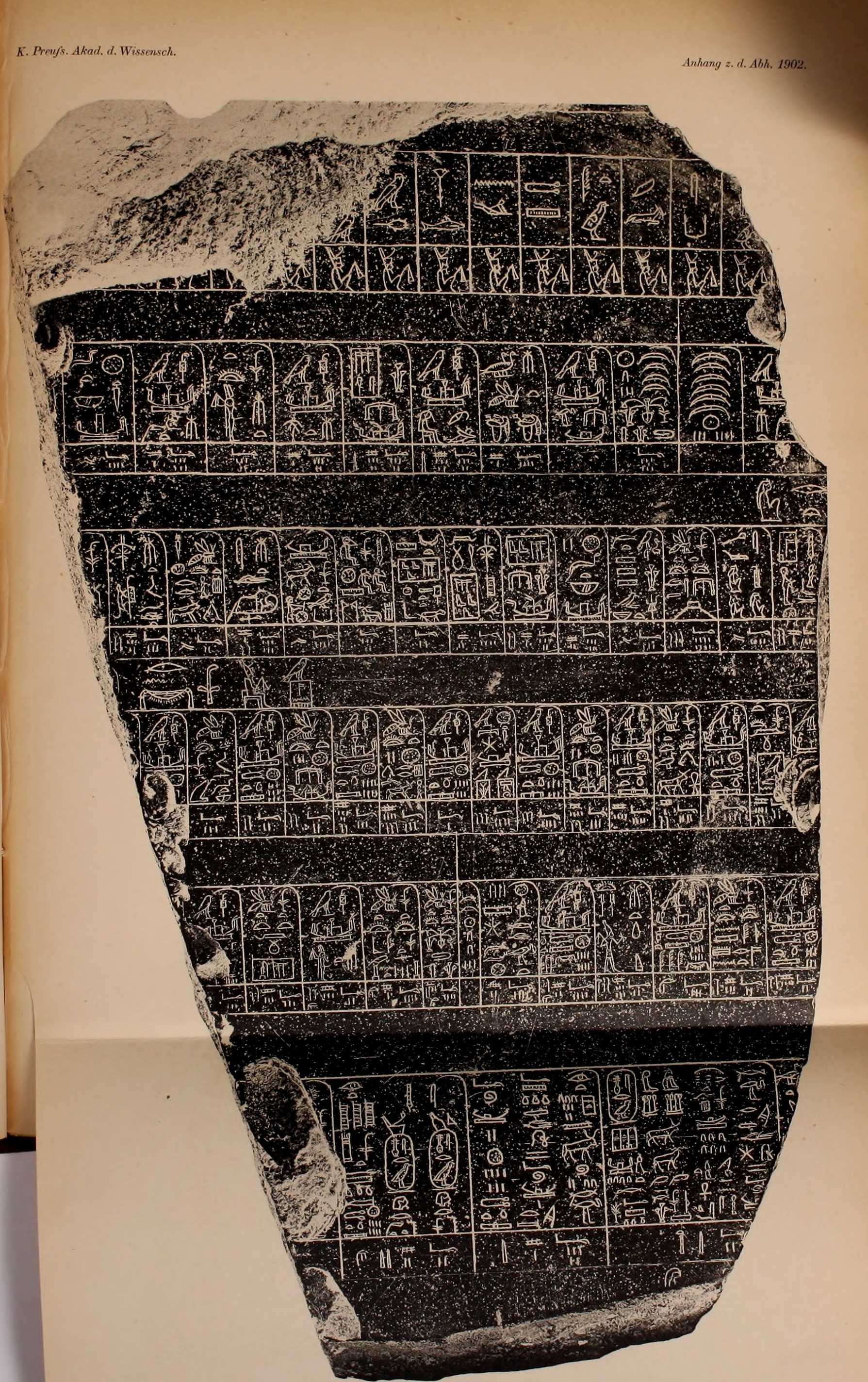
Piatra de la Palermo
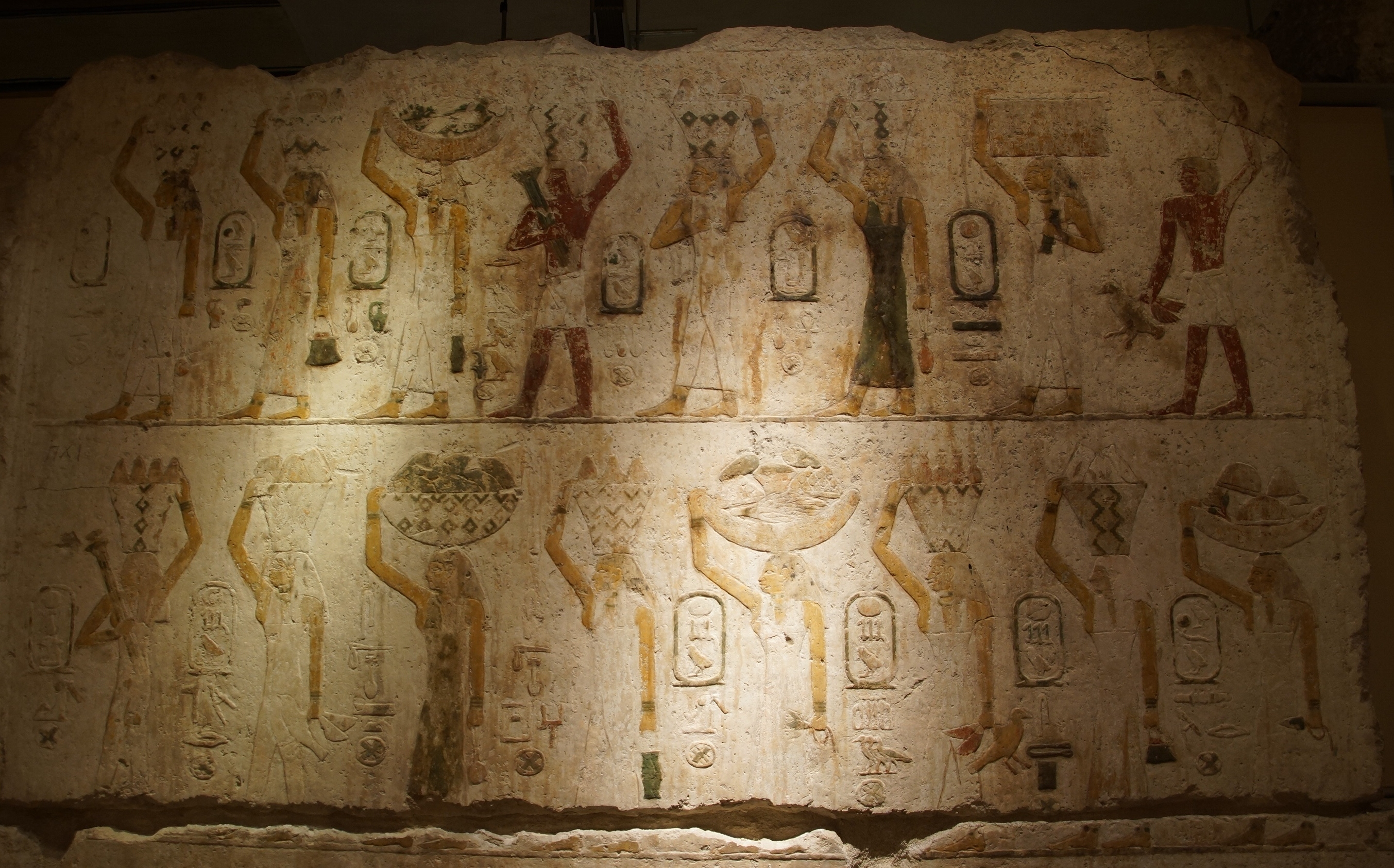
Camera mortuara a lui Seschemnofers III
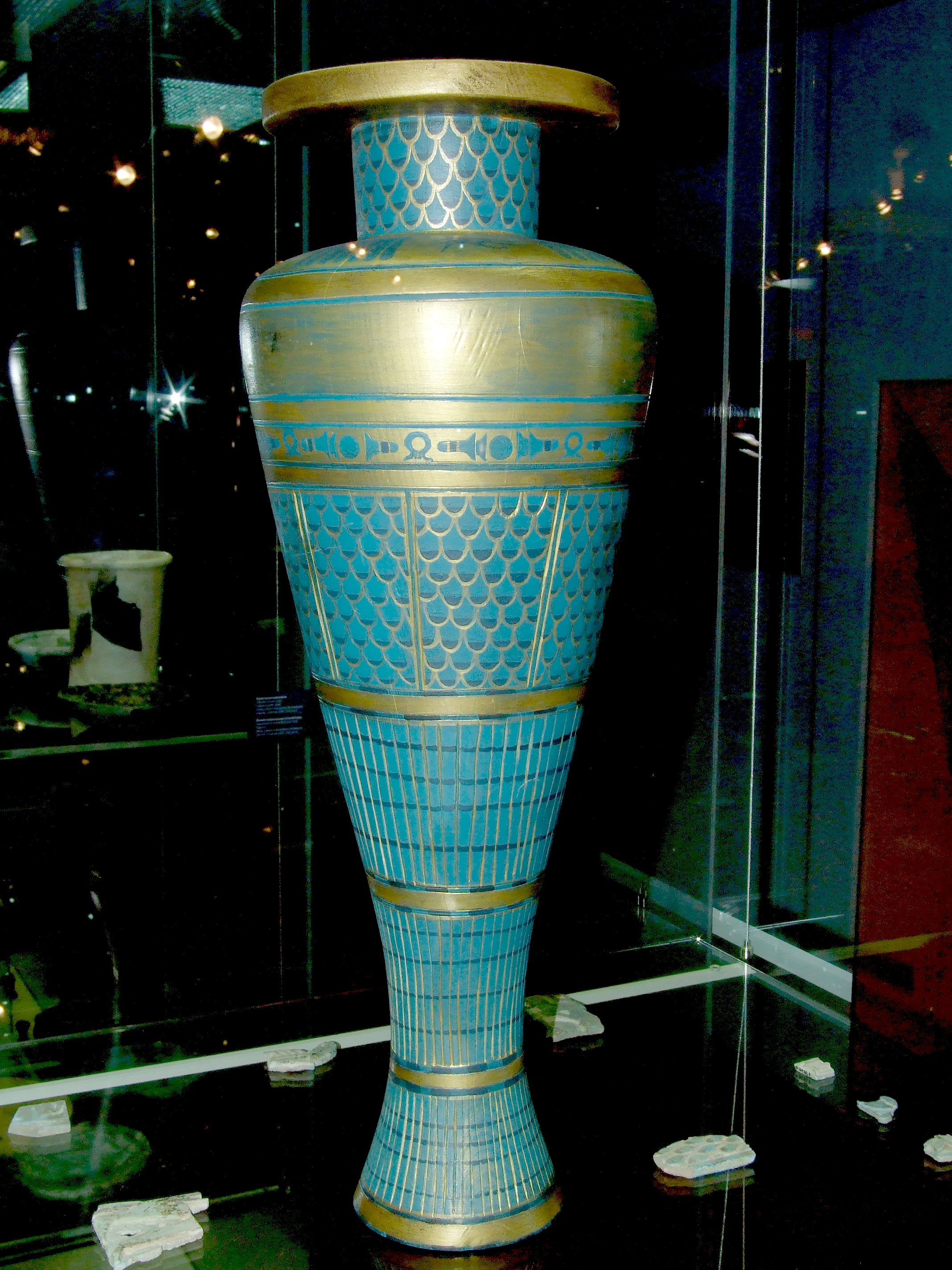
Vas egiptean

- c. 2900 î.Hr. – 2334 î.Hr.: Războaiele mesopotamiene
- c. 2500 î.Hr.: Orezul a fost introdus în Malaezia
- c. 2500 î.Hr.: Școala de scribi este fondata în Sumer
- C. 2500 î.Hr.: Valea Templului lui Khafra de la  Giza  este construită
- C. 2500 î.Hr.: Oamenii din Peru se bazează pe pește și scoici pentru alimentație
- C. 2500 i.Hr. – 2000 î.Hr.: Mohenjo-daro are o suprafață de aproximativ 18 km2 și o populație cuprinsă între 20.000 și 50.000 de locuitori
- C. 2494 î.Hr.: Sfârșitul dinastiei a patra; începe dinastia a cincea în Egipt. În aceeași perioadă începe și construcția piramidelor.
- 2492 î.Hr.: data tradițională pentru fondarea Armeniei
- C. 2450 î.Hr.: Sfârșitul perioadei dinastice timpurii III a  perioadei dinastice III b în Sumer .
- C. 2450 î.Hr.: Orașul Kish este pierdut de către membrii tribului khamazi din munți Kurdistan; elamiții din Awan ocupă părți din Sumer.
- C. 2410 î.Hr.: Regii din Sumer au încetat să mai fie preoți ai orașelor. Începe migrația popoarelor semitice
- C. 2400–2200 î.Hr.: Construcția complexului Stonehenge
- Cultura megalitică începe să se răspândească prin Europa de Vest și Marea Mediterană
- Primele semne ale culturii Topor, în Caucaz
- Amoriții și canaaniți ocupă Siria și Liban
- 2.500 î.Hr.:
  - „Epopeea lui Ghilgameș”: cea mai veche operă literară
  - Egipt și Mesopotamia: tehnica sticlei
  - Mesopotamia: bronzul
  - Mohenjo-daro (India antică): arcadele în construcții
  - Asia Centrală: domesticirea calului
  - Asia de Sud-Est: metalurgia bronzului
  - Mohenjo-daro: hainele din bumbac
- 2500–1000: extinderea bronzului în zona Franței
- Sumerienii folosesc care trase de măgari

## Personalități

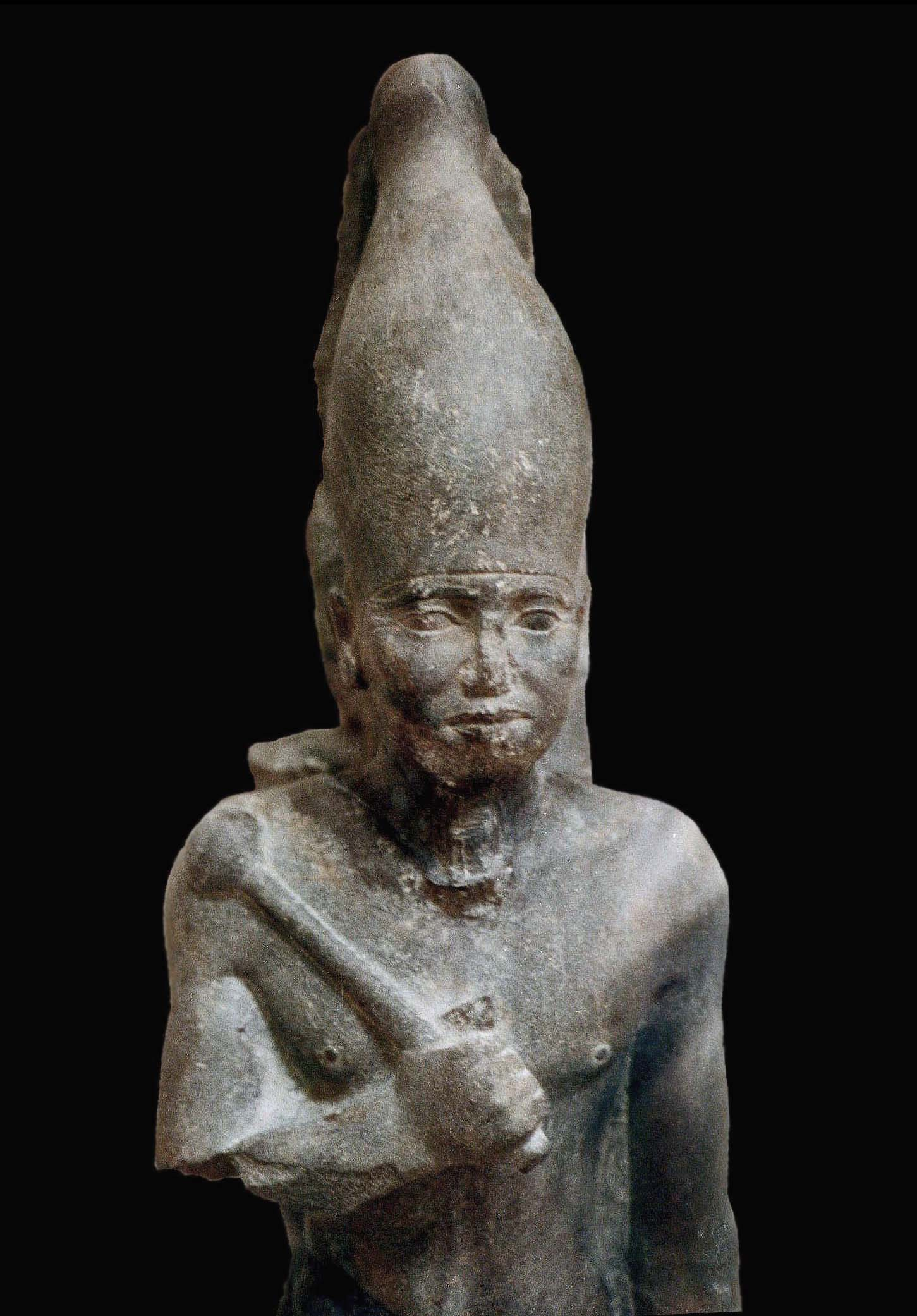
Faraonul Neferefre
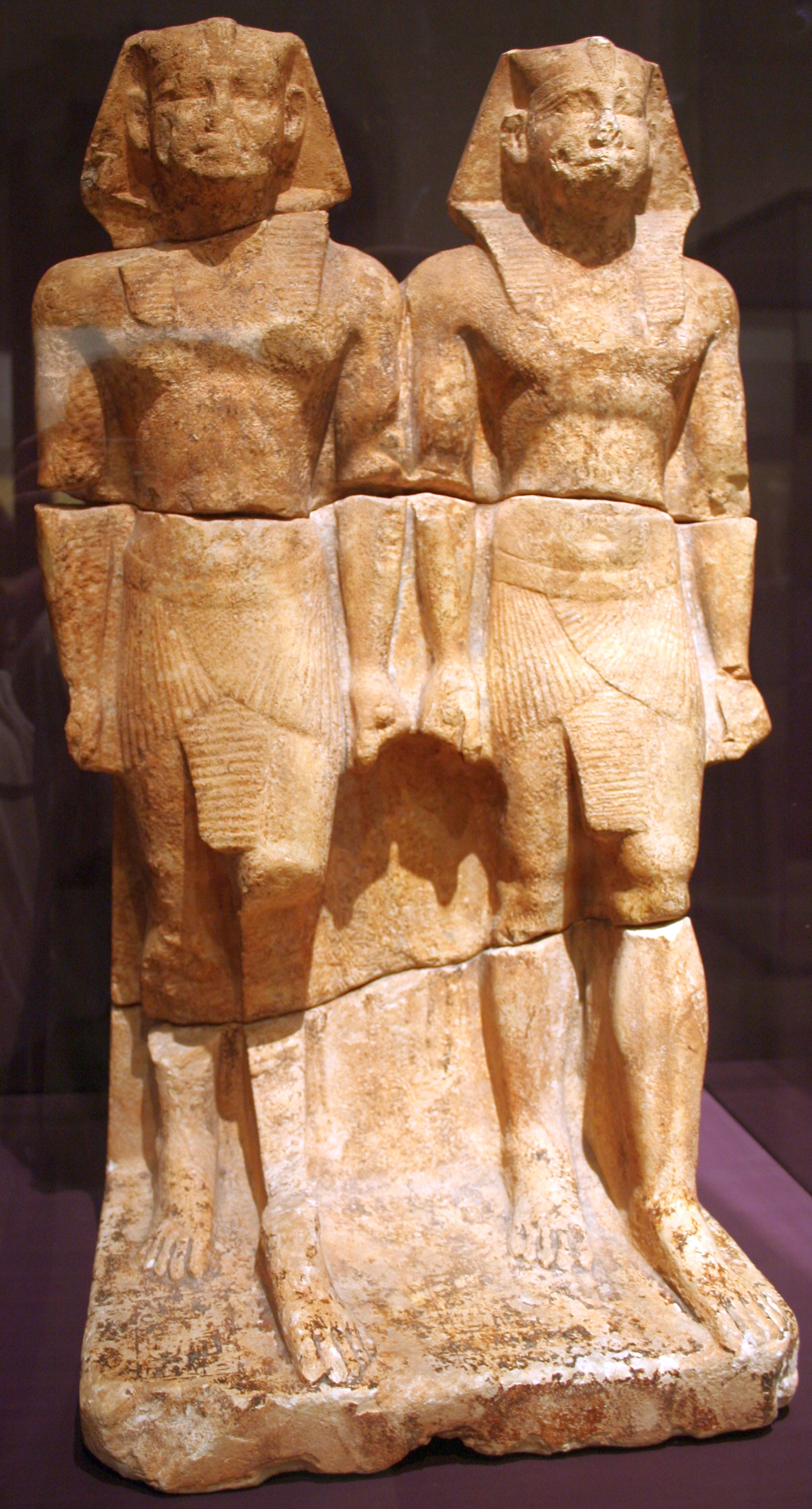
Faraonul Niuserre
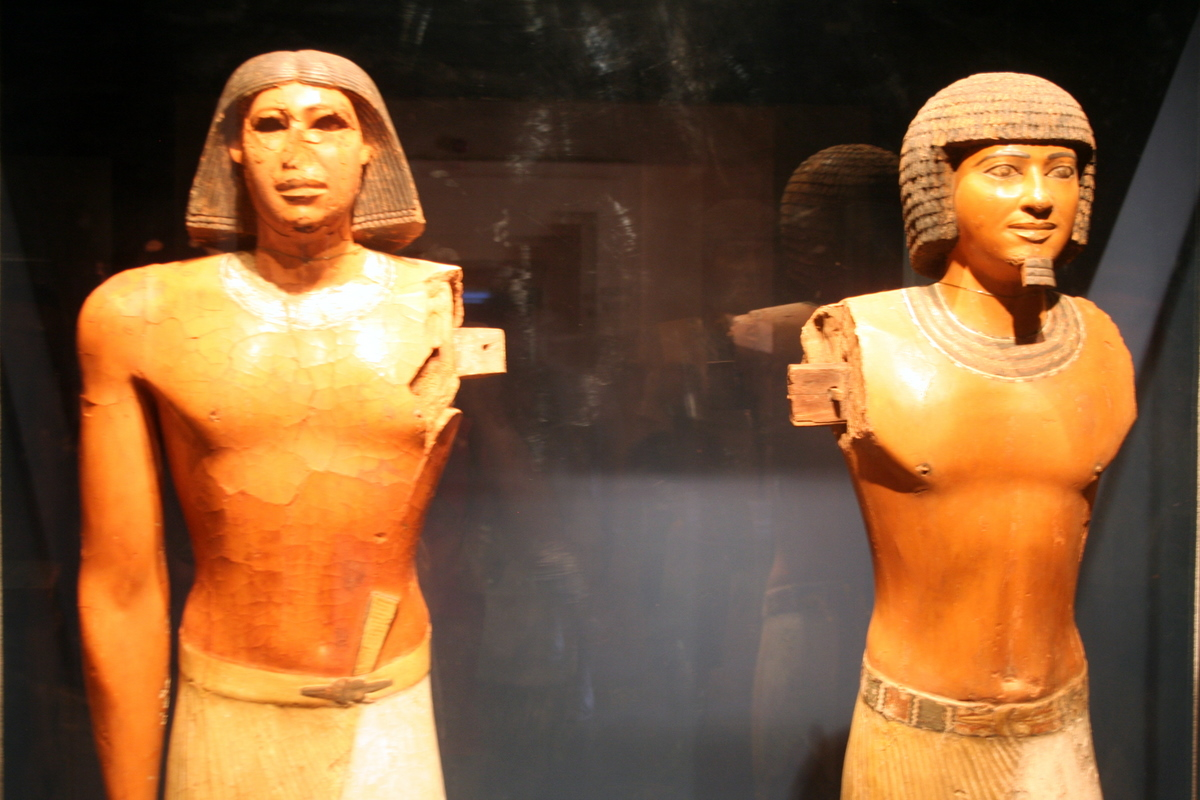
Vizirul egiptean  Ptahhotep
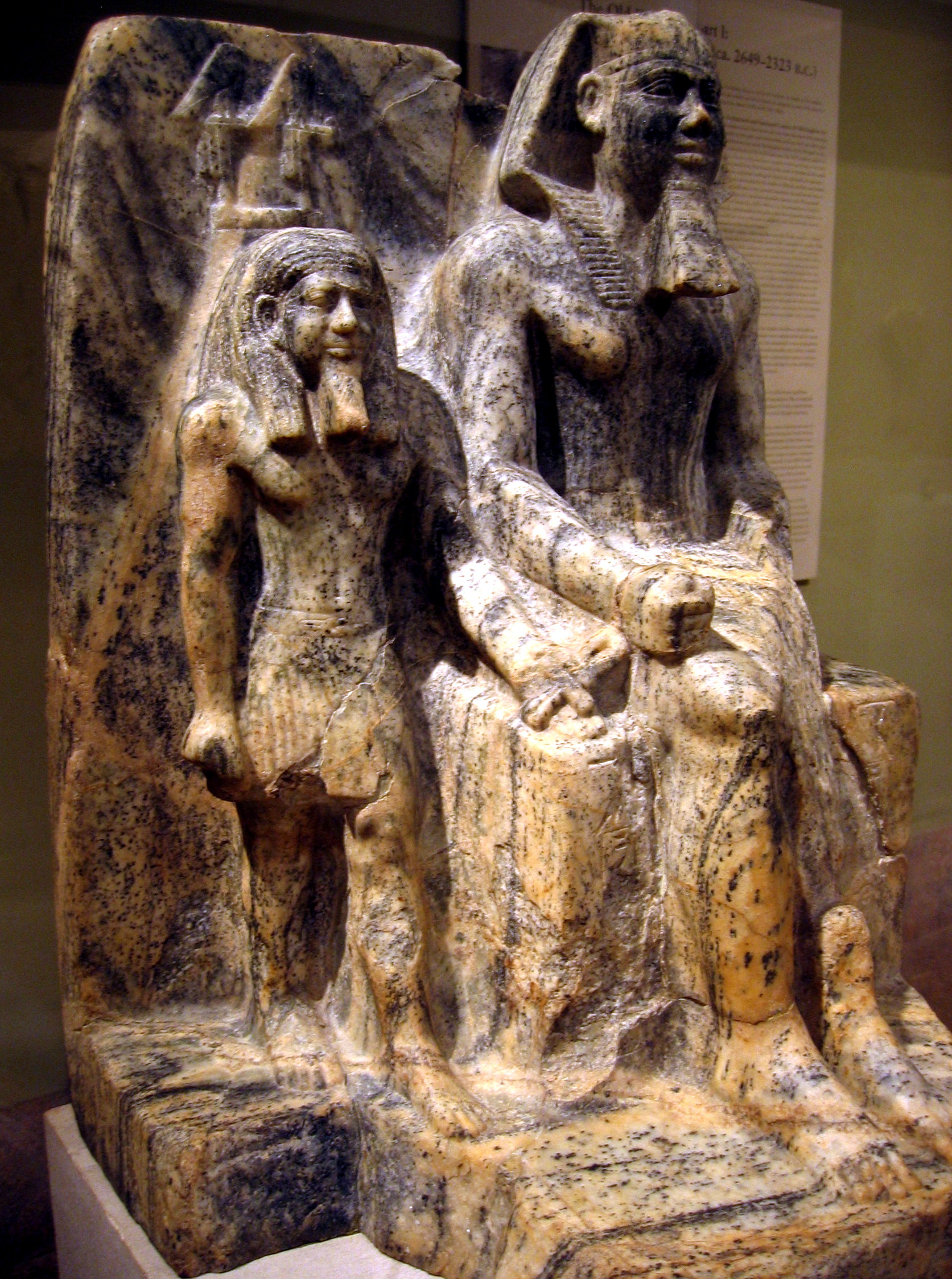
Faraonul  Sahure
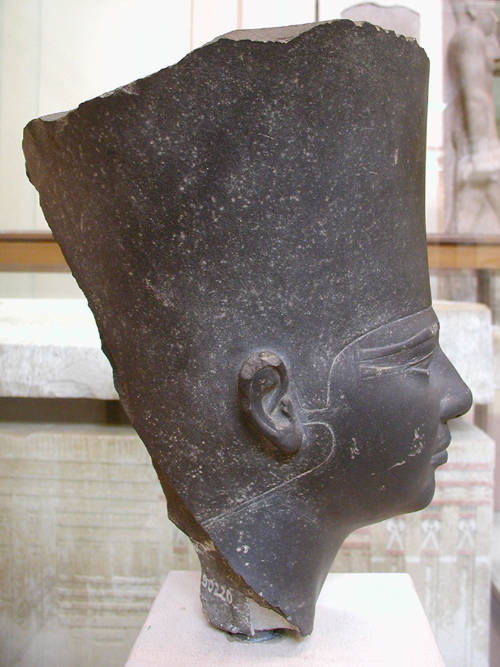
Faraonul Userkaf
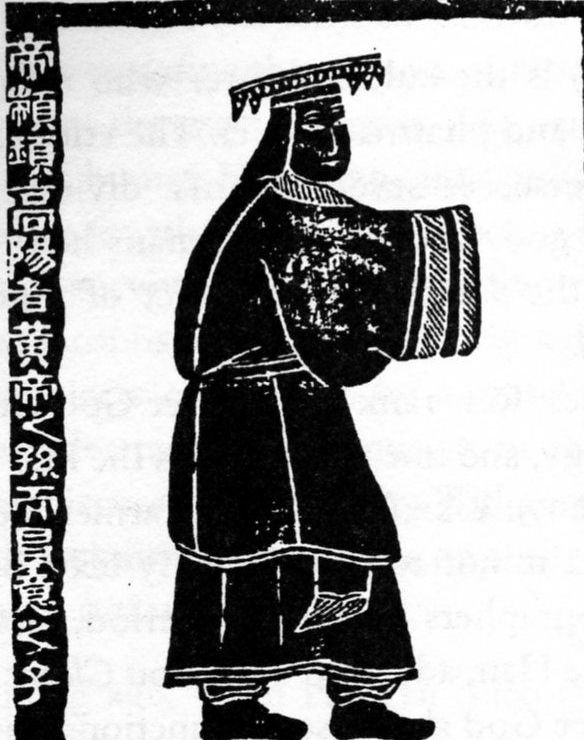
Imparatul  chinez legendar Zhuanxu
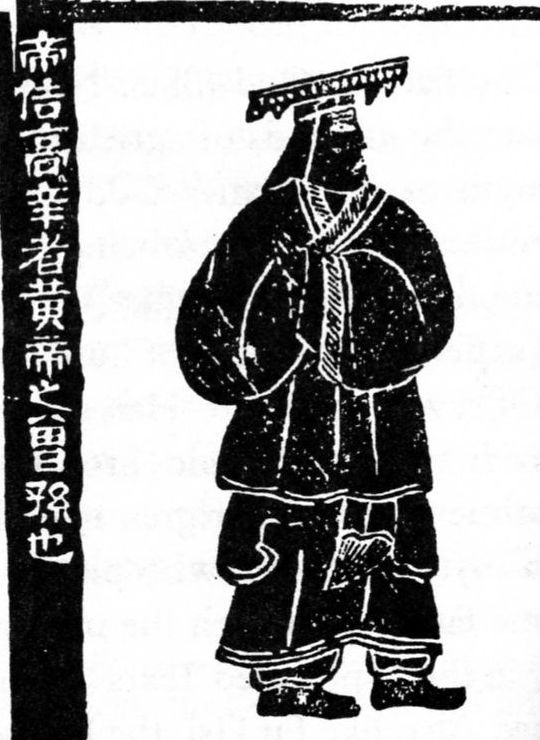
Imparatul chinez legendar Diku